# Židovské hřbitovy v Brtnici
Židovské hřbitovy v Brtnici, starý a nový, leží vedle sebe na severu města Brtnice v lesíku po pravé straně ulice Pod Kaplou vedoucí k Bransouzům, asi 1 km směrem na severovýchod od zdejšího náměstí.

## Popis a historie
Starý židovský hřbitov byl založen někdy počátkem 17. století na ploše 2050 m2. Nachází se zde zhruba 250 náhrobních kamenů (macev). Je chráněn jako kulturní památka České republiky.
Nový hřbitov byl v sousedství starého založen v roce 1860. Na ploše 2044 m2 se nachází kolem 200 novodobých macev. Ze zdejší obřadní síně zůstala zachována jen průčelní stěna.
V bývalé Židovské ulici (dnešní Legionářské) na nároží s ulicí Za Hospodou stávala do roku 1988 synagoga a rabínský dům, domu č.p. 200 v ulici Za Špitálem se říkalo Židovská radnice.
Brtnická židovská komunita, která se datuje z doby před rokem 1724, přestala existovat podle zákona z roku 1890. Do okupace se o hřbitov starala židovská obec v Jihlavě.

## Galerie

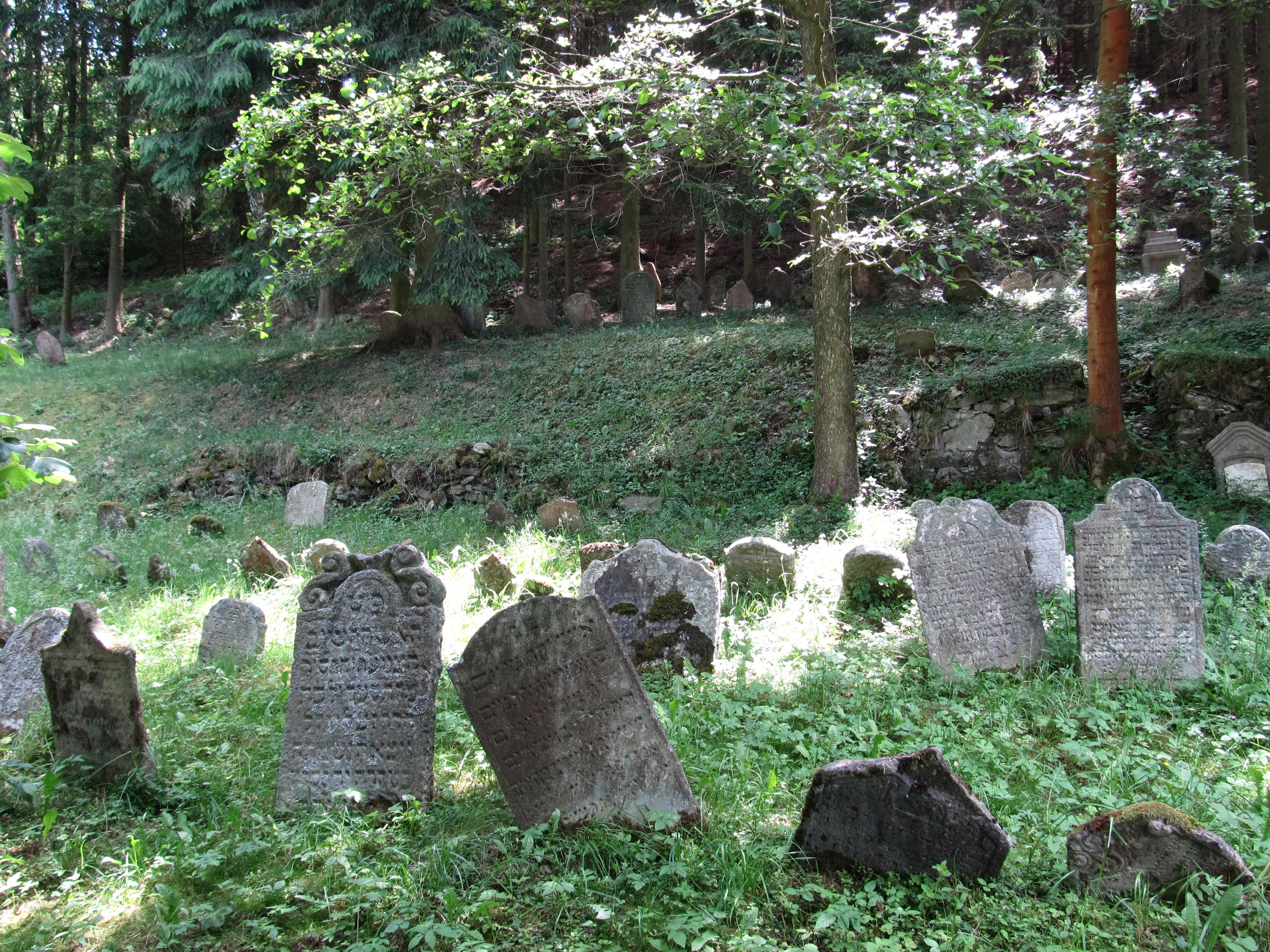
Starý židovský hřbitov
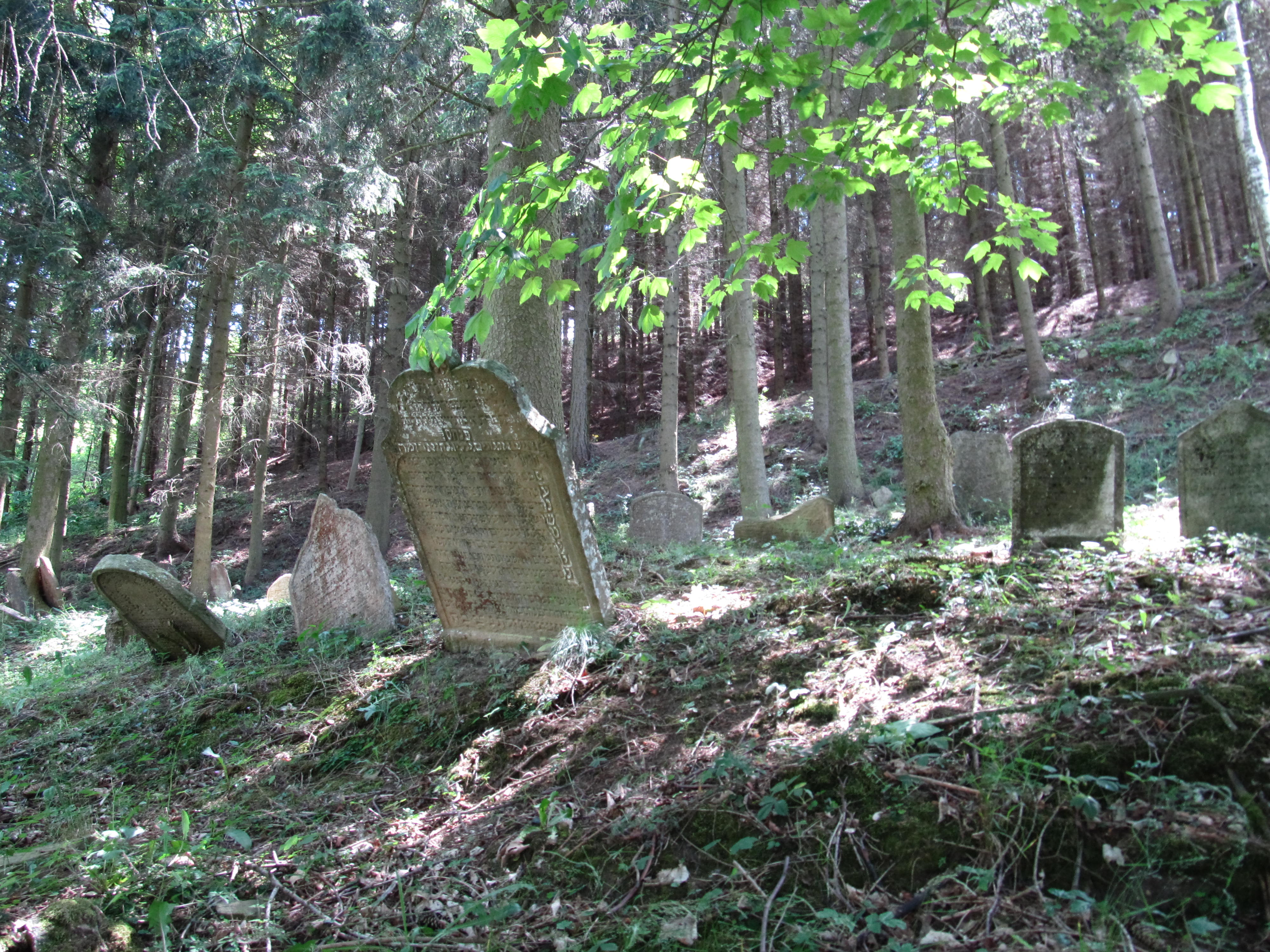
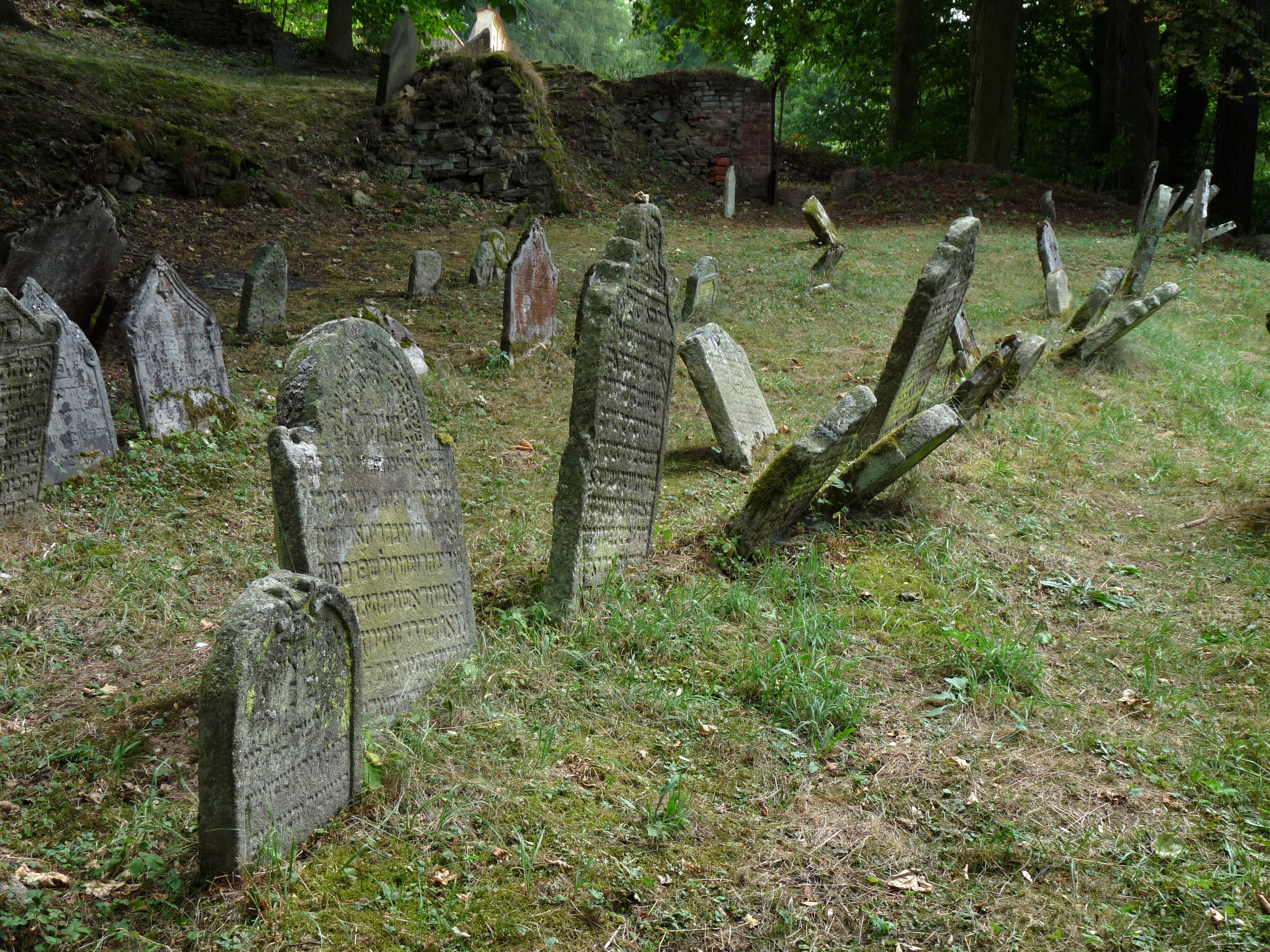
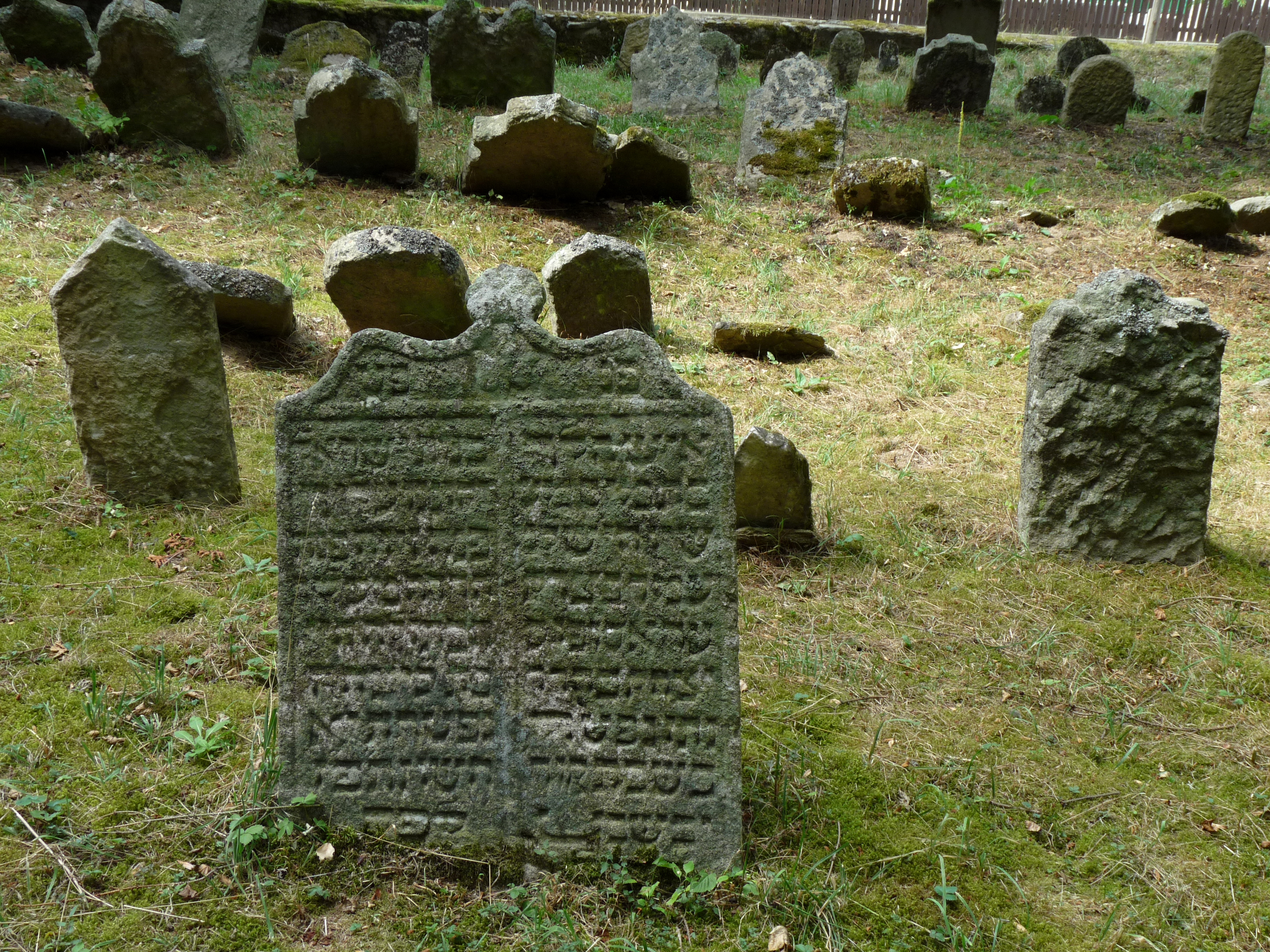
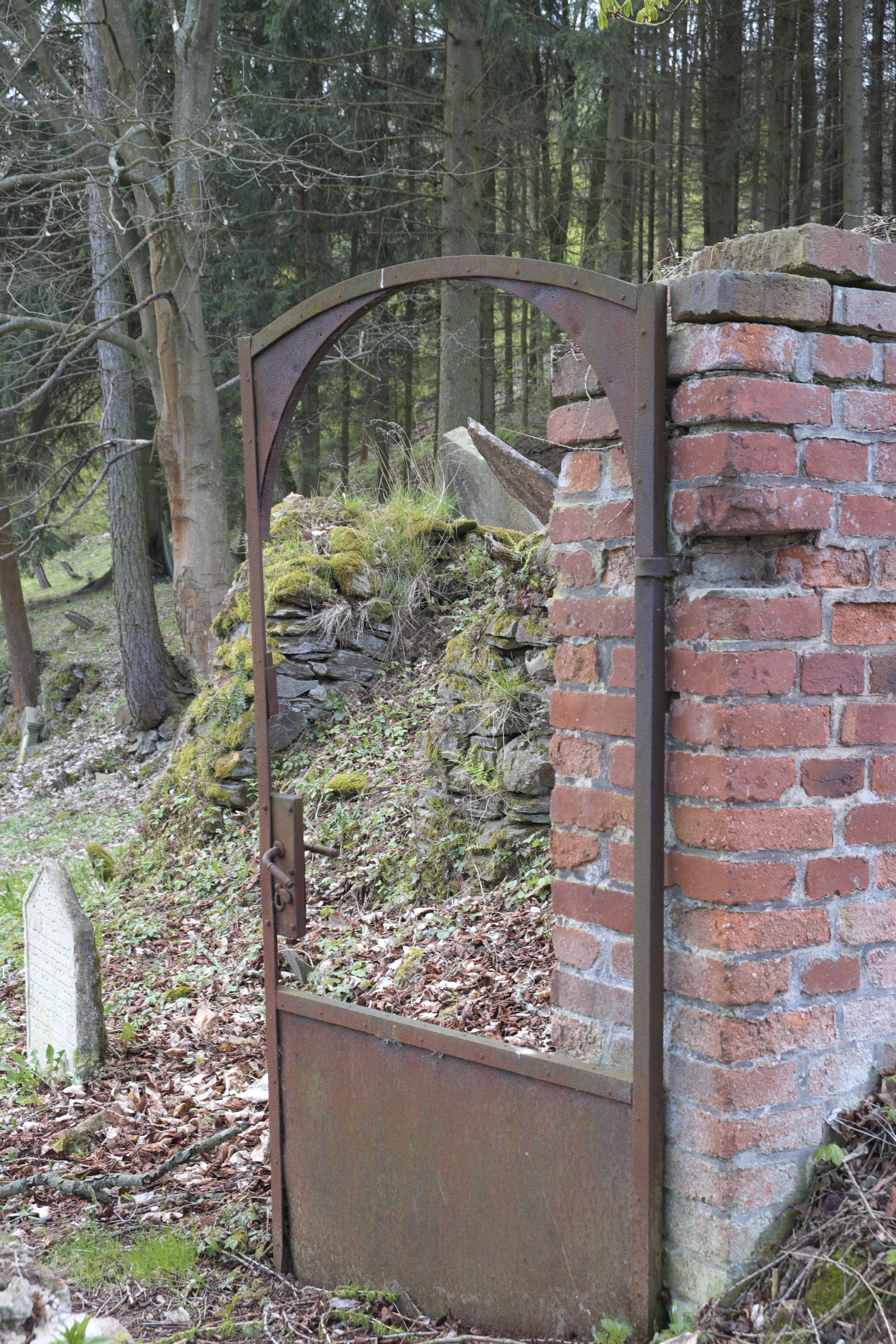

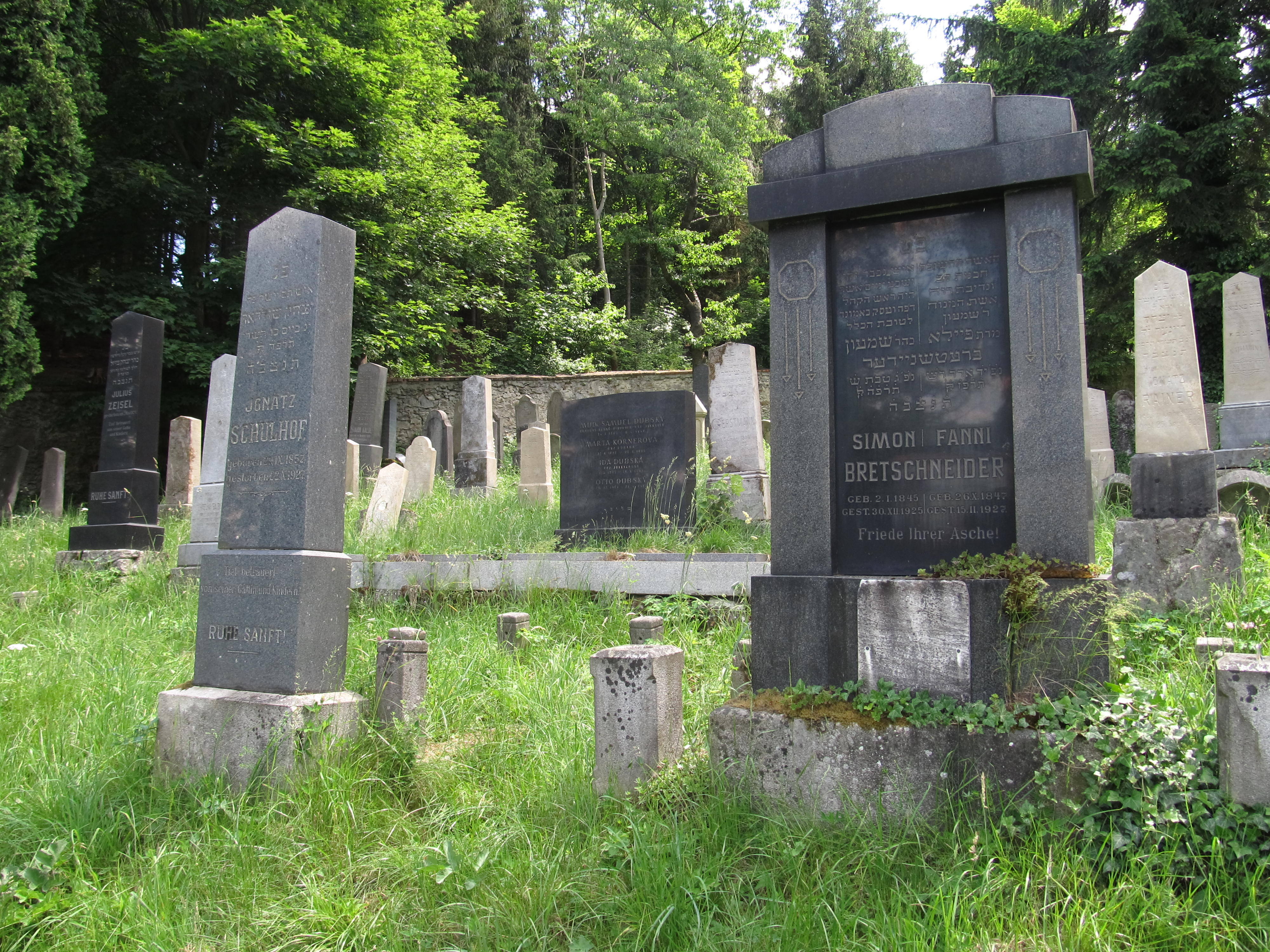
Nový židovský hřbitov
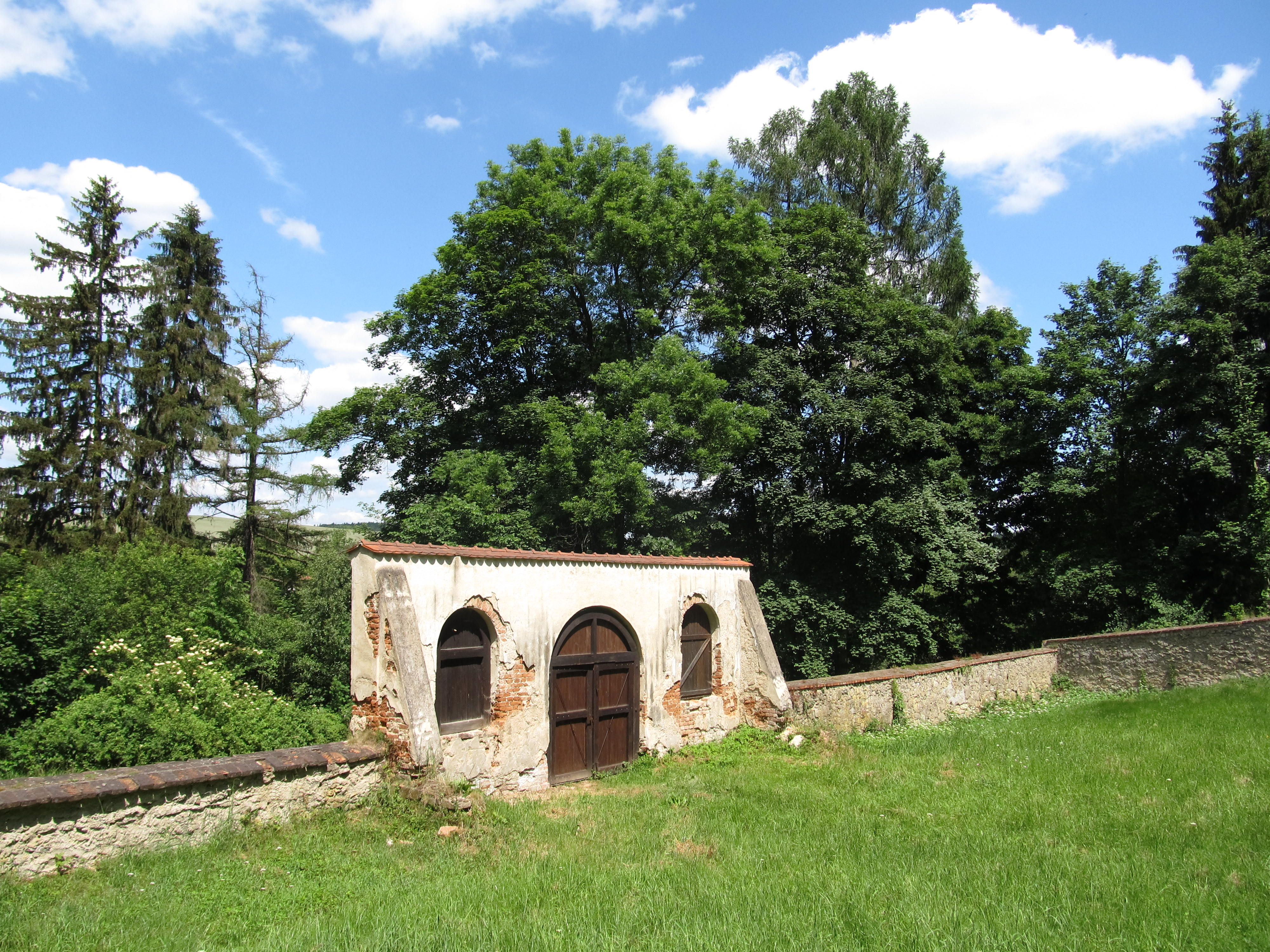
Brána
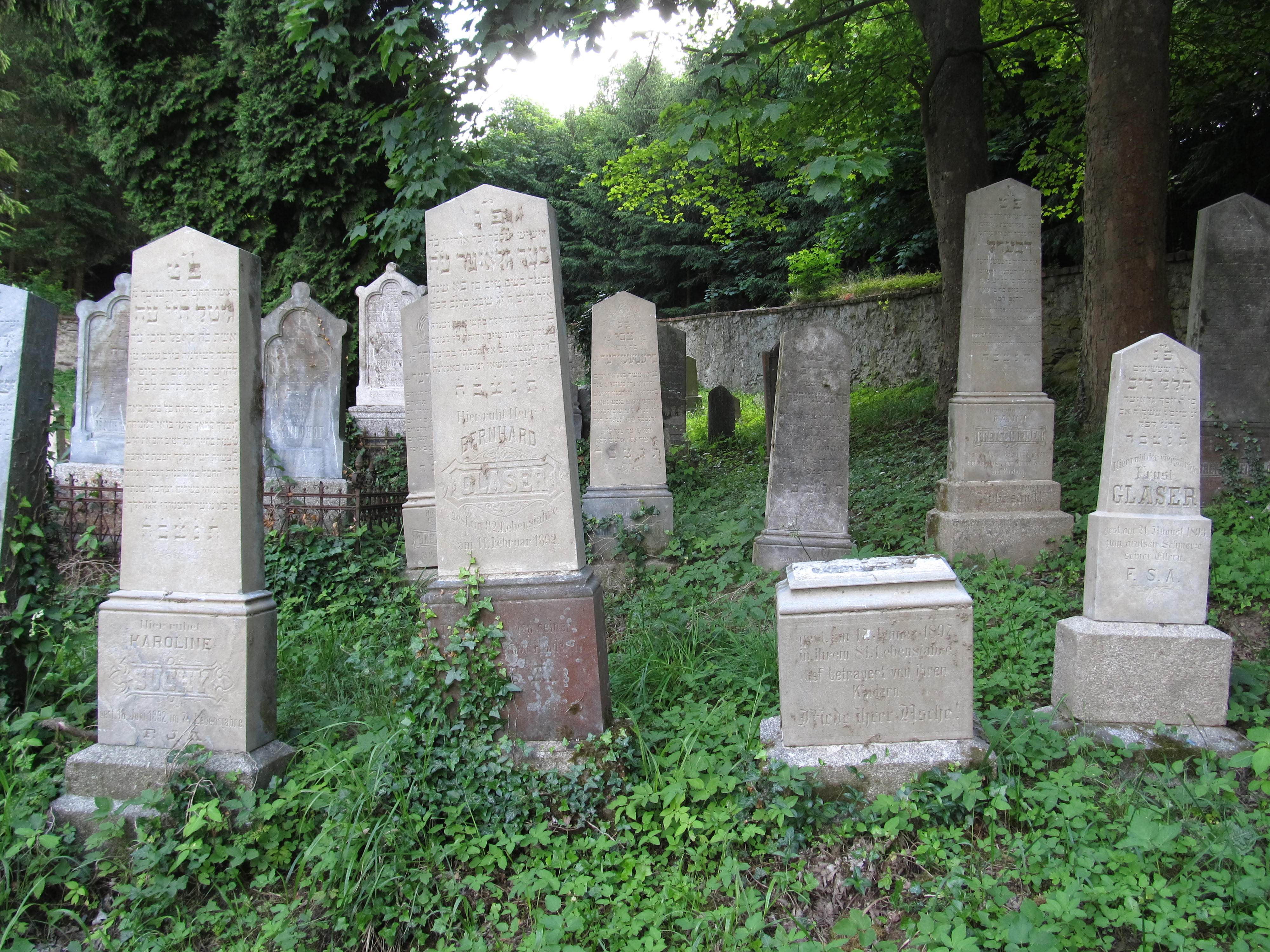
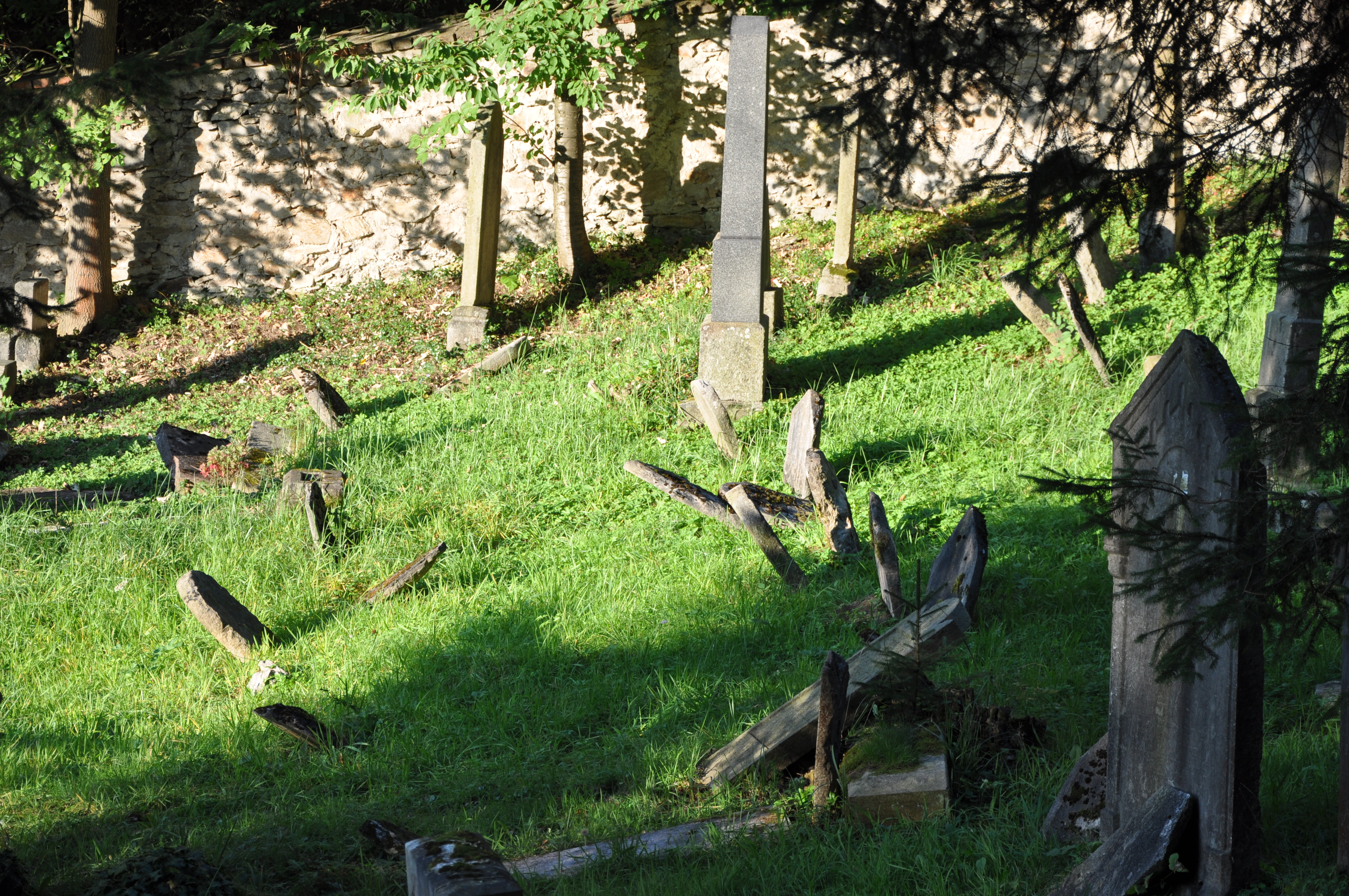
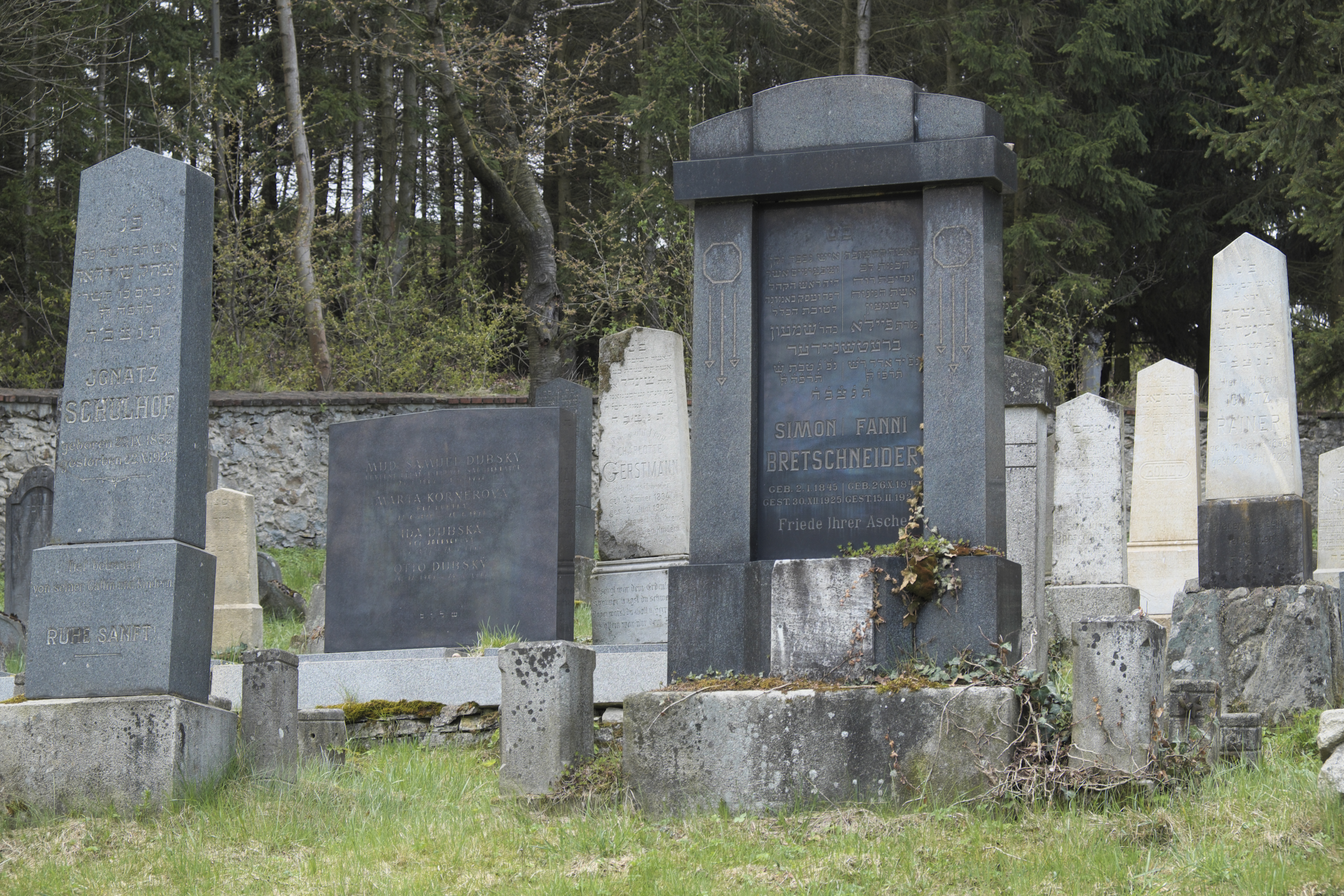